# Acrolophus doeri
Acrolophus doeri är en fjärilsart som beskrevs av Walsingham 1887. Acrolophus doeri ingår i släktet Acrolophus och familjen Acrolophidae. Inga underarter finns listade i Catalogue of Life.